# ستيفن إل. غان
ستيفن إل. غان (بالإنجليزية: Stephen L. Gunn)‏ هو شخصية أعمال وسياسي أمريكي، ولد في 12 مايو 1946. انتخب عضو مجلس نواب لويزيانا.